# Де Лука, Лорелла
Лоре́лла де Лу́ка (итал. Lorella De Luca ; 17 сентября 1940, Флоренция — 9 января 2014, Чивитавеккья, Лацио) — итальянская актриса.

## Биография
Родилась 17 сентября 1940 года во Флоренции. Дебютировала в 1955 году в фильме Федерико Феллини «Мошенники». Первый успех к ней пришёл через год, после роли в фильме «Бедные, но красивые».
В 1958 году Лорелла де Лука работала ассистенткой Марио Рива в музыкальной викторине Il Musichiere.
В 1965 году познакомилась с режиссёром Дуччо Тессари, за которого в 1971 году вышла замуж. Впоследствии она снималась только в его фильмах, в том числе в спагетти-вестернах «Пистолет для Ринго» и «Возвращение Ринго».
Их дочери, Федерика и Фиоренца, также стали актрисами.
Лорелла де Лука умерла 9 января 2014 года в возрасте 73 лет.